# بيت جاش
بيت جاش قرية تتبع ناحية العنازة في شمال شرق منطقة بانياس التابعة لمحافظة طرطوس.